# Meirav Cohen
Meirav Cohen (Jerusalén, 26 de agosto de 1983) es una política y activista israelí, se desempeñó como Ministra de Igualdad Social desde junio de 2021 hasta diciembre de 2022; previamente ocupó el cargo de mayo de 2020 a enero de 2021, también es miembro de la Knesset desde 2022, y de 2019 a 2021.

## Biografía
Meirav Cohen nació en Jerusalén de Solange Shulamit (nacida Pouni) y Saadia Cohen, que eran inmigrantes judíos sefardíes de Marruecos. Su padre era conductor de autobús y su madre dirigía una guardería en su casa. La familia se mudó a Mevaseret Zion cuando ella estaba en quinto grado. Asistió a la escuela secundaria Harel en Mevaseret. Durante su servicio militar en las Fuerzas de Defensa de Israel, sirvió en la Radio del Ejército como productora y editora. Se graduó de la Universidad Hebrea de Jerusalén con una licenciatura en economía y administración de empresas y una maestría en administración de empresas y estudios urbanos. Cohen está casada con Yuval Admon y tiene tres hijos. La familia reside en el barrio Yefeh Nof de Jerusalén.

## Carrera de servicio civil
En 2004 fue nombrada portavoz socioeconómica de la Oficina del Primer Ministro bajo Ariel Sharon. En 2011, Cohen fue elegida como miembro del Ayuntamiento de Jerusalén como parte del partido Hitorerut de Jerusalén, convirtiéndose en la titular de la cartera de jóvenes. Se convirtió en directora ejecutiva de la ONG Civic Trust, que promueve prácticas comerciales justas, y fundó una organización sin fines de lucro que lucha contra el fraude contra los ancianos.

## Carrera política
En 2013, se unió al partido Hatnuah de Tzipi Livni y ocupó el noveno lugar en la lista del partido para las elecciones de la Knesset de 2013, pero el partido ganó solo seis escaños. Antes de las elecciones de abril de 2019, se unió al partido Resiliencia por Israel. Después de que el partido se uniera a la alianza Azul y Blanco, se le otorgó el decimoséptimo lugar en la lista conjunta, y posteriormente fue elegida para la Knesset cuando la alianza obtuvo 35 escaños. Fue reelegida en septiembre de 2019 y marzo de 2020 . En mayo de 2020 fue nombrada Ministra de Igualdad Social en el nuevo gobierno. En enero de 2021 dejó Azul y Blanco y se incorporó a Yesh Atid. En julio de 2021 renunció a la Knesset en virtud de la Ley noruega y siguió siendo ministra de gobierno.
Como Ministra de Igualdad Social, Cohen estuvo a cargo de implementar el plan quinquenal de 30 mil millones de shekel del gobierno para el sector árabe.